# Taymir Burnet
Taymir Burnet (Willemstad, 1º ottobre 1992) è un velocista olandese.
In carriera ha vinto la medaglia di bronzo nella staffetta 4×100 metri agli Europei di Berlino 2018 (insieme a Chris Garia, Churandy Martina e Hensley Paulina), stabilendo nell'occasione il record nazionale della specialità con il tempo di 38"03.

## Palmarès
| Anno | Manifestazione  | Sede      | Evento      | Risultato  | Prestazione | Note                                     |
| ---- | --------------- | --------- | ----------- | ---------- | ----------- | ---------------------------------------- |
| 2017 | Mondiali        | Londra    | 4×100 m     | Semifinale | 38"66       | Miglior prestazione personale            |
| 2018 | Europei         | Berlino   | 200 m piani | Semifinale | 20"84       |                                          |
| 2018 | Europei         | Berlino   | 4×100 m     | Bronzo     | 38"03       | Record nazionale                         |
| 2019 | World Relays    | Yokohama  | 4×100 m     | Semifinale | 38"67       |                                          |
| 2019 | Mondiali        | Doha      | 100 m piani | Semifinale | 10"18       |                                          |
| 2019 | Mondiali        | Doha      | 200 m piani | Semifinale | 20"34       | Miglior prestazione personale            |
| 2019 | Mondiali        | Doha      | 4×100 m     | Finale     | dq          |                                          |
| 2021 | World Relays    | Chorzów   | 4×100 m     | Finale     | dnf         |                                          |
| 2021 | Giochi olimpici | Tokyo     | 200 m piani | Semifinale | 20"90       |                                          |
| 2021 | Giochi olimpici | Tokyo     | 4×100 m     | Batteria   | dnf         |                                          |
| 2022 | Mondiali indoor | Belgrado  | 4×400 m     | Bronzo     | 3'06"90     | Miglior prestazione personale stagionale |
| 2022 | Mondiali        | Eugene    | 4×100 m     | Batteria   | 39"07       |                                          |
| 2022 | Europei         | Monaco    | 200 m piani | Semifinale | 20"44       |                                          |
| 2022 | Europei         | Monaco    | 4×100 m     | 4º         | 38"25       |                                          |
| 2023 | Mondiali        | Budapest  | 200 m piani | Semifinale | 20"65       |                                          |
| 2023 | Mondiali        | Budapest  | 4x100 m     | Batteria   | dnf         |                                          |
| 2024 | Mondiali indoor | Glasgow   | 4×400 m     | Bronzo     | 3'04"25     | [ 1 ]                                    |
| 2024 | World Relays    | Nassau    | 4×100 m     | Batteria   | 38"87       |                                          |
| 2024 | Europei         | Roma      | 100 m piani | Semifinale | 10"33       |                                          |
| 2024 | Europei         | Roma      | 200 m piani | Semifinale | 21"02       |                                          |
| 2024 | Europei         | Roma      | 4x100 m     | Argento    | 38"46       |                                          |
| 2024 | Giochi olimpici | Parigi    | 4x100 m     | Batteria   | 38"48       |                                          |
| 2025 | Europei indoor  | Apeldoorn | 60 m piani  | 8º         | 6"66        |                                          |
| 2025 | World Relays    | Guangzhou | 4x100 m     | Batteria   | 38"20       |                                          |

## Altre competizioni internazionali
- Oro ai Campionati europei a squadre di atletica leggera ( Madrid), 4x100 m - 37"87